# میرزا جمال جوانشیر
میرزا جمال جوانشیر (ترکی آذربایجانی: Mirzə Camal Cavanşir Qarabaği؛ 1773 – ۱۳ آوریل ۱۸۵۳) مورخ و سیاستمدار آذربایجانی بود که بیشتر به تألیف کتاب تاریخ قره باغ معروف است.

## اوایل زندگی
میرزا جمال جوانشیر در سال ۱۷۷۳ در یک خانواده اصالتاً از عشیره «حاجیلی» خاندان جوانشیر در شهر شوشی به دنیا آمد. پدرش محمدخان‌بیگ «نایب» (فرماندار) موروثی منطقه «جوانشیر دیزک» از توابع خانات قره باغ از سال ۱۷۷۷ تا ۱۷۹۴ بود. خانواده اش بعداً به شوشی نقل مکان کرد که پدرش به فرماندهی یگان دژبانی قلعه شوشی رسید. پدربزرگش «سلیف‌بیگ مینباشی» و پدر پدربزرگش «محمدشریف‌بیگ» نیز به ترتیب از ۱۷۶۱ تا ۱۷۷۷ و ۱۷۴۷ تا ۱۷۶۱ نایب منطقه جوانشیر دیزک بودند.
میرزا جمال جوانشیر چهار برادر کوچک‌تر داشت که یکی از آنها به نام قاسم‌بیگ جوانشیر از سال ۱۸۰۵ الی ۱۸۳۴ نایب بعدی جوانشیر دیزک شد. میرزا زبان فارسی و ترکی استانبولی را فراگرفته بود و در سن ۱۵ سالگی و در سال‌های ۱۷۸۷ تا ۱۷۸۸ به عنوان یکی از دبیران دیوان ابراهیم خلیل جوانشیر فعالیت داشت.

## فعالیت‌های سیاسی
در سال ۱۷۹۷، زمانی که آقامحمدخان قاجار خشمگین از ابراهیم خلیل خان و سایر خان‌های قفقاز به شوشی حمله کرد و شهر را به تصرف درآورد، میرزا جمال جوانشیر به همراه خانواده خان به خونزاخ فرار کرد. دبیر «بیکه («بختیکا») خانم» شد و به فراگیری زبانهای عربی و آواری روی آورد. در عین حال آقامحمدخان پنج روز پس از تصرف شوشی دراین شهر کشته شد. ملا پناه واقف، صدراعظم ابراهیم‌خان، پس از چند روز به اسارت «محمدبیگ»، پسر «مهرعلی‌بیگ» و مدعی تاج و تخت، درآمد. ابراهیم‌خان که نزد خویشاوندان سببی خود در خانات آوار فرار کرده بود، سپس به شوشی بازگشت و آقامحمدخان را محترمانه به خاک سپرد. او برای با هدف سمت خود و روابط مسالمت آمیز با شاه، یکی از دختران خود را به عقد فتحعلی‌شاه، جانشین آقامحمدخان، درآورد. سپس جانشین واقف در سمت صدراعظمی شد. میرزا جمال جوانشیر تا انحلال خانات قره باغ به دست امپراتوری روسیه در سال ۱۸۲۲ در این سمت ابقا شد.
میرزا جمال جوانشیر در سال ۱۸۵۳ درگذشت.

## آثار
میرزا جمال جوانشیر همچنین یک تاریخدان بود. وی در سال ۱۸۱۵ کتابی به اسم «بررسی اجمالی دربارهٔ تاریخ ایران» را نوشت. در سال ۱۸۴۷ نیز کتاب «تاریخ قره باغ» که به تحولات سیاسی قره باغ اختصاص داشت را به تألیف درآورد.